# 盈基花園

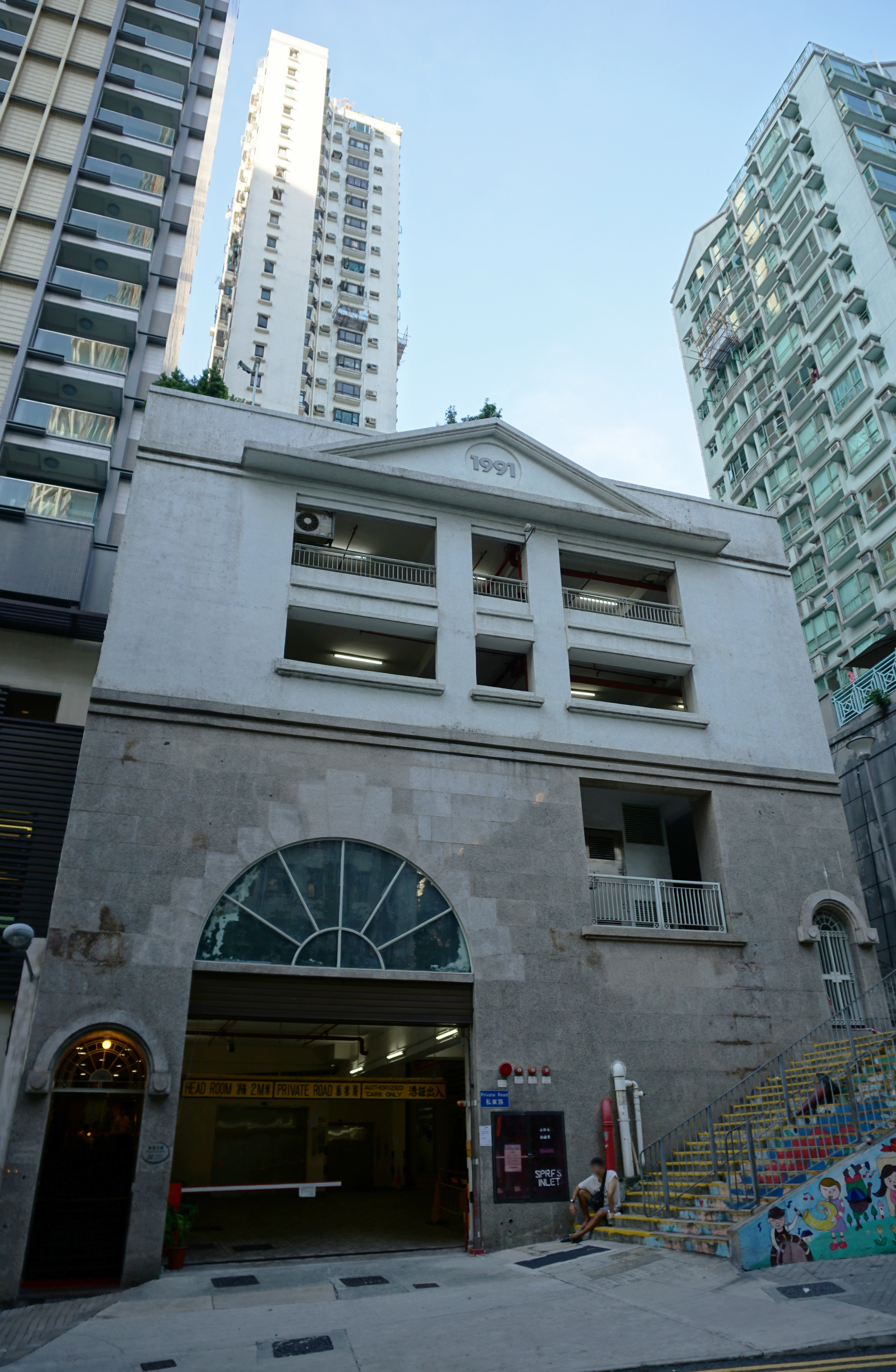
盈基花園基座

盈基花園（英語：Ying Ga Garden）是香港島一個私人屋苑，位於堅尼地城山市街，環境靜中帶旺，因為在位於西環七臺之太白臺上，自己有住客停車場。1991年12月入伙，樓分3座，高25層，24小時封閉式物業管理。一梯4伙，只有標準分層單位，AD室向海，各619平方呎建築面積；而BC室向山，各506平方呎。盈基花園3幢分別命名為: 寶龍閣（1座）、太白閣（2座）、桃李閣（3座）。

## 鄰近
- 羲皇臺
- Lexington Hill
- 泓都
- 高逸華軒
- 翰林軒
- 寶雅山
- 學士臺
- 青蓮臺
- 寶翠園
- 海怡花園